# Palaspata
Palaspata fue un antiguo templo tiahuanaco, civilización preincaica que se desarrolló hace más de un milenio en el altiplano andino, alrededor del lago Titicaca. Ubicado en la cima de una loma boliviana, a unos 200 kilómetros al sureste de la antigua capital, Tiahuanaco, fue descubierta por un grupo de arqueólogos, liderado por un académico de la Universidad Estatal de Pensilvania, y los resultados se publicaron en junio de 2025 en la revista Antiquity.
Su descubrimiento aportó nuevos indicios acerca de la enorme relevancia de esta civilización en América del Sur, como controladora de rutas comerciales que conectaban el altiplano boliviano con los fértiles valles orientales. Debido a su ubicación estratégica, el templo no solo sirvió para la realización de rituales y peregrinaciones, sino como un punto de encuentro para el intercambio comercial y cultural.

## Situación
El templo se construyó en un lugar estratégico para la actividad comercial y el poder estatal. Emplazado en tierras altas ricas en minerales y frutos, circundantes al lago Titicaca, colinda con las estepas del altiplano andino, secas y ventosas, que se utilizaban para el pastoreo de llamas, y con los valles andinos de Cochabamba, donde se daba muy bien la agricultura.

## Características
El templo, de 125 × 145 metros de superficie, tenía quince recintos rectangulares que rodeaban un amplio patio central hundidos y accesibles por escaleras, semejante al templo Kalasasaya de Tiahuanaco. Su disposición parece estar alineada con el equinoccio, con fines ritualísticos.